# Psaliodes posides
Psaliodes posides là một loài bướm đêm trong họ Geometridae.